# Тихоголос золотокрилий
Тихоголос золотокрилий (Arremon schlegeli) — вид горобцеподібних птахів родини Passerellidae. Мешкає в Колумбії та Венесуелі. Вид названий на честь німецького орнітолога Германа Шлегеля.

## Опис
Довжина птаха становить 16 см, вага 27 г. Голова повністю чорна, шия чорна, на верхній частині грудей чорний "комірець". Дзьоб у дорослих самців яскраво-жовтий, у самиць жовтуватий, у молодих птахів чорний. Спина і боки сірі, живіт білий, у самиць сіруватий. На плечах яскраво-жовті плями. У деяких популяцій Колумбії крила і верхня частина спини оливково-жовті. Хвіст сірий.

## Підвиди
Виділяють три підвиди:
- A. s. fratruelis Wetmore, 1946 — півострів Гуахіра (північна Колумбія);
- A. s. canidorsum Zimmer, JT, 1941 — північно-центральна Колумбія;
- A. s. schlegeli Bonaparte, 1850 — північна Колумбія (за винятком півострова Гуахіра) і Венесуела.

## Поширення і екологія
Золотокрилий тихоголос мешкає в сухих тропічних лісах і чагарниках Колумбії і Венесуели на висоті до 1400 м над рівнем моря.